# Emery Reves
Emery Reves (* 16. Februar 1904 in Bácsföldvár (Königreich Ungarn), heute Bačko Gradište (Serbien); † 4. Oktober 1981 in Monte Carlo), alias Imre Rosenbaum alias Imre Révész war US-amerikanischer Journalist ungarischer Herkunft.

## Werdegang
Die Familie Rosenbaum stammte aus Ada, einer ungarischen Kleinstadt in der Region Batschka, die heute zu Serbien gehört.
Reves studierte in Berlin und Zürich, wo er 1926 mit einer Arbeit über Walter Rathenau promoviert wurde und arbeitete als Redenschreiber und Werbetexter bei der Firma Odol in Berlin. Bei Machtantritt der Nazis zog er nach Paris um und betrieb dort seine 1930 gegründete Agentur mit dem Namen Cooperation Press Service, die ab 1937 auch Artikel von Winston Churchill verbreitete. Er interviewte Churchill und Anthony Eden, wodurch sein Name in den Zeitungen weltweit zu lesen war. Vor der deutschen Besetzung Frankreichs vermittelte ihm Churchill ein Visum für England und später die britische Einbürgerung. Reves veröffentlichte die Memoiren Churchills und erlangte eine bekannte Sammlung von Impressionisten und Spätimpressionisten, für die er als Fachmann galt.
Nach dem Krieg kaufte er Coco Chanels Villa La Pausa in Rocquebrune in Südfrankreich, die er Churchill für Ferien und Entspannungsaufenthalte zur Verfügung stellte. Zu seinen Gästen gehörten auch Konrad Adenauer, Greta Garbo und der Herzog von Windsor. Verheiratet war Reves mit der Amerikanerin Wendy Reves. Sein Cousin Georg Solti beschreibt ihn in seinen Memoiren als versnobt und sardonisch-geistreich. Ohne Reves' Unterstützung mit Lebensmitteln und Geld wäre das Leben der Verwandten in Budapest gefährdet gewesen.
Er veröffentlichte ohne Freigabe des Autors das Buch I Paid Hitler von Fritz Thyssen, konnte jedoch bis zum Kapitel 9 die handschriftlichen Korrekturen von Thyssen anbringen. Das Buch brachte den Industriellen und Hitler-Anhänger, der für die NSDAP im Reichstag gesessen hatte, ins Konzentrationslager, nachdem er über die Schweiz nach Südfrankreich geflüchtet war. Dort war das Buch von Thyssen in Zusammenarbeit mit Reves geschrieben und korrigiert worden. Die Vichy-Regierung des unbesetzten Frankreichs lieferte Thyssen aus. Reves ließ das Buch 1941 in New York erscheinen. Reves war auch Ghostwriter eines zweiten, umstrittenen Buches von Hermann Rauschning: Gespräche mit Hitler, das ein großer Erfolg war. Es ist unklar, welche Teile dieses Buches von Reves stammen. Obwohl es bis heute zitiert wird, gilt es den meisten Historikern im Wesentlichen als Fälschung. So verzichtete Ian Kershaw ausdrücklich darauf, es für seine Hitler-Biographie heranzuziehen.

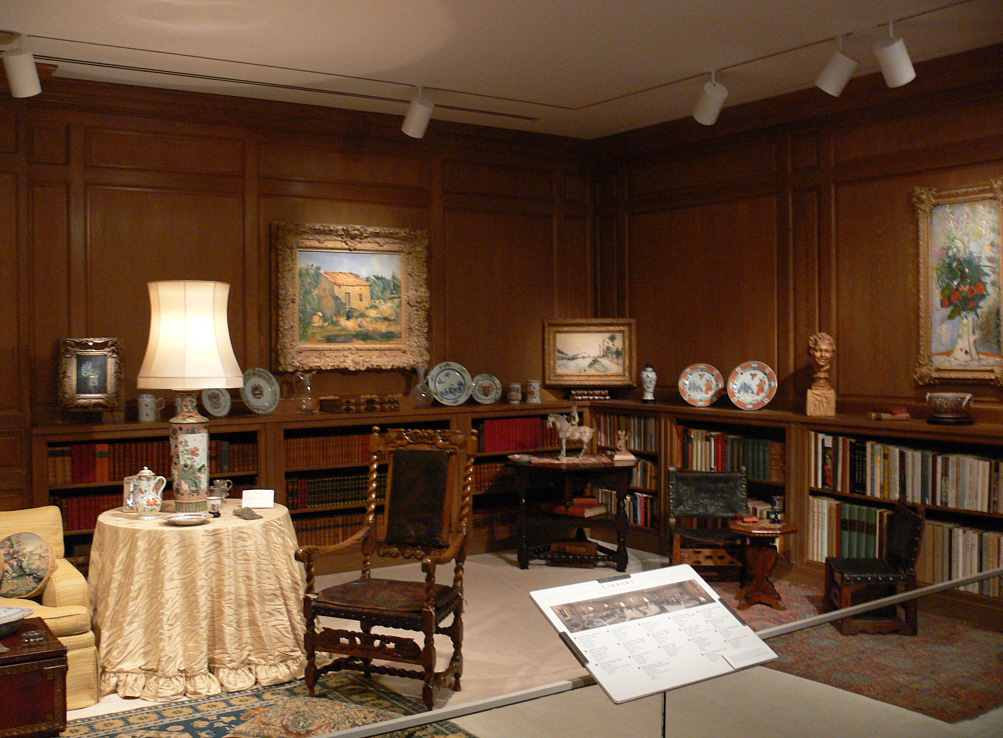
Blick in einen Raum der Sammlung Reves im Dallas Museum of Art

Emery Reves schrieb auch das Buch The Anatomy of Peace, veröffentlicht 1945, welches die Idee eines föderalen Weltstaates verfocht. Reves sah international gültiges Recht als den einzigen Weg, Kriege zu verhindern. Der 1945 neugeschaffene Sicherheitsrat der Vereinten Nationen, so Reves, sei kein probates Mittel, den Weltfrieden zu erhalten, weil es mehr ein Instrument der Macht als ein Instrument des Rechtes sei. Das Buch wurde u. a. von Albert Einstein unterstützt. Die darin aufgeworfenen Fragen zum Recht und seiner Begründung sind rechtsphilosophischer Natur.
Wendy Reves vermachte die gemeinsame Kunstsammlung (1400 Einzelteile) dem Dallas Museum of Art. In einem eigens hierfür erbauten Museumsflügel wurden fünf Räume der Villa La Pausa nachgebaut. Die Sammlung umfasst neben Möbeln und Kunsthandwerk vor allem französische Malerei von Corot bis Pierre Bonnard.

## Veröffentlichungen
- The Anatomy of Peace, 1945.
- Winston Churchill and Emery Reves: Correspondence, 1937–1964. University of Texas Press, Austin, Texas 1997, ISBN 0-292-71201-4.
- Fritz Thyssen: I Paid Hitler, als Ghostwriter und Herausgeber: Emery Reves, London 1941.
- Hermann Rauschning: Gespräche mit Hitler, Ghostwriter Emery Reves, ISBN 3-85665-515-8.